# RIVA TNT2
RIVA TNT2 — графический процессор, который производился компанией Nvidia с начала 1999 года. Кодовое название чипа — «NV5», так как он является пятым графическим процессором, разработанным Nvidia, сменившим RIVA TNT (NV4). Название RIVA является акронимом Real-time Interactive Video and Animation accelerator (интерактивный ускоритель видео и анимации реального времени). Суффикс «TNT» ссылается на способность чипа работать с двумя текселами одновременно (TwiN Texel). Позднее Nvidia удалила RIVA из названия.

## Обзор

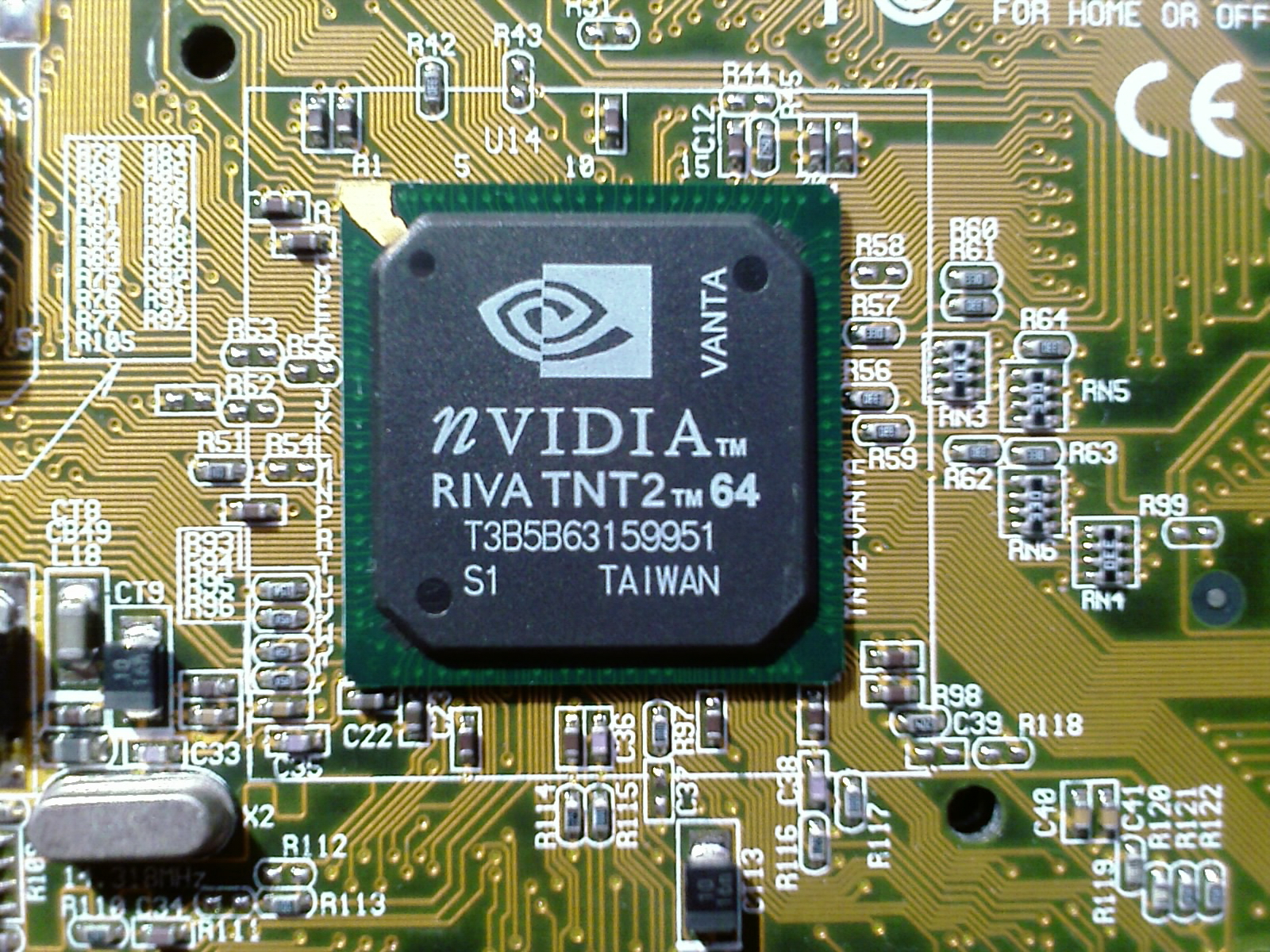
RIVA TNT2 VANTA GPU

Ядро TNT2 почти идентично своему предшественнику — RIVA TNT, однако обновление включило поддержку AGP 4x, 32 Мбайта VRAM и техпроцесс уменьшился с 0,35 мкм до 0,25 мкм. Уменьшение техпроцесса позволило повысить частоту процессора (с 90 МГц до 150+ МГц), что стало причиной повышения производительности.
TNT2 предложила более качественный набор функций, чем конкуренты. Такие функции как 32-битный цвет в 3D и поддержка текстур больше 2048×2048 пикселей впервые появились в RIVA TNT2. Конкурентами RIVA TNT2 были 3dfx Voodoo2, 3dfx Voodoo3, Matrox G400 и ATI Rage 128.
Дешёвая версия, названная TNT2 M64, производилась с шиной памяти, урезанной со 128 до 64 бит. Для ещё большей экономии придумали Vanta, а в марте 2000 года представлена другая, ещё более низкопроизводительная версия — Vanta LT. Vanta имела 8/16 Мбайт VRAM, SDRAM, 64-битную шину и работала на более высоких частотах. Обе карты работали на AGP 4x (несмотря на статью Vanta LT https://www.techpowerup.com/gpu-specs/vanta-lt.c1309).
Этот чипсет превосходил в производительности более старую RIVA TNT при меньшей стоимости производства. TNT2 M64 стали достаточно популярными на рынке OEM, так как большинство пользователей ошибочно полагало, что все видеокарты TNT2 одинаковые.